# X Studio
X Studio（简称XS）是一款的語音合成软件，由小冰公司开发，网易云音乐运营。该软件可在Windows、macOS系统上使用。该软件可协助音乐人创作音乐作品，它提供了各具特色的虚拟歌手。输入曲谱，就可以合成拟真的人类歌声。

## 历史
2022年12月7日，X Studio官方在bilibili发布宣传片，宣布了X Studio 3.0公测版。
2023年6月15日，小冰公司与网易云音乐宣布达成合作，并发布了新编辑器“网易云音乐·X Studio”。

## 声库
截至目前，“网易云音乐·X Studio”提供了18名虚拟歌手：
- 小冰：流行 | 可爱
- 何畅：流行 | 温暖
- 崔璨：摇滚 | 烟嗓
- 若溪：流行 | 文艺
- 陈子渝：流行 | 温暖
- 洛天依：流行｜治愈
- 严颜：流行｜中性
- 海莉：流行｜柔和
- 麦麦（Minus10）：说唱｜中性
- 怪枝：爵士｜磁性
- 水木林森：流行｜知性
- 夏语冰：流行 | 温柔
- 言泽宇：R&B | 磁性
- 徐梦甜：流行 | 抒情
- 陈水若：流行 | 悠扬
- 小堂妹：流行 | 甜美
- 小鱼豆腐：流行 | 娃娃音
- 卢卢：流行 | 细腻